# Communauté de communes des Olonnes
La communauté de communes des Olonnes (CCO) une ancienne structure intercommunale à fiscalité propre française située dans le département de la Vendée et la région des Pays de la Loire.
Créée le 1er janvier 1995, elle disparaît le 31 décembre 2016 à la suite de la création des Sables-d’Olonne-Agglomération, entité résultant de la fusion de la communauté de communes avec celle de l’Auzance et de la Vertonne et du rattachement de la commune de Saint-Mathurin.

## Composition
Elle comprend les communes suivantes :
| Nom                         | Code Insee | Gentilé        | Superficie (km2) | Population (dernière pop. légale) | Densité (hab./km2) |
| --------------------------- | ---------- | -------------- | ---------------- | --------------------------------- | ------------------ |
| Les Sables-d’Olonne (siège) | 85194      | Sablais        | 8,70             | 13 940 (2015)                     | 1 602              |
| Château-d’Olonne            | 85060      | Castelolonnais | 31,29            | 13 834 (2015)                     | 442                |
| Olonne-sur-Mer              | 85166      | Olonnais       | 46,08            | 14 875 (2015)                     | 323                |

## Historique
Le 1er décembre 1964 le syndicat intercommunal à vocation multiple (SIVOM) est créé, regroupant ainsi les trois communes dans un esprit de collaboration. Cependant sans budget propre et sans véritable pouvoir décisionnel (chaque commune avait un droit de veto sur les décisions prises), cette structure était inévitablement amenée à disparaître. À la suite de l'arrêté préfectoral n° 93 DRCL/2-247 du 27 décembre 1993, le SIVOM est donc remplacé, le 1er janvier 1994, par la communauté de communes des Olonnes.
Celle-ci forme depuis 1995, avec la communauté de communes de l'Auzance et de la Vertonne, le Syndicat mixte du canton des Sables-d'Olonne. Cette structure est chargée à l'échelle du canton des Sables-d'Olonne de questions comme le tourisme, la mise en place du système d'information géographique (SIG) ou l’aménagement de l’espace. Elle pilote donc le schéma de cohérence territoriale (SCOT) du canton.

## Budget
Avec un budget estimatif de 61 976 059 euros (en 2012), la communauté de communes des Olonnes est la seconde communauté de communes vendéenne en termes de budget. Celui-ci a connu une progression impressionnante ; en effet il a pratiquement doublé entre 2004 et 2005. Cette évolution a suivi celle de la communauté : en effet en moins de 10 ans, celle-ci a vu ses prérogatives s’étendre et s’est imposée comme un acteur majeur du pays des Olonnes, gérant désormais la plupart des dossiers locaux importants.
Le budget total de la communauté de communes des Olonnes a été subdivisé en cinq grands budgets :
- Un budget principal (englobant tout ce qui n’est pas recouvert par les autres budgets)
- Quatre budgets annexes : budget « assainissement », budget « zones d’activités communautaires », budget « industriel et commercial », budget « pépinière d'entreprises »

### Recettes
Les recettes perçues, chaque année, par la CCO proviennent :
- de taxes diverses (taxe d'habitation, taxe d'enlèvement des ordures ménagères...)
- de dotations et subventions d’Etat
- des revenus procurés par ses différents services (ex : transports en commun communautaires)
- des prêts qu’elle contracte

### Dépenses
Les dépenses du budget principal de la CCO se subdivisent en frais de fonctionnement et investissements divers. 
Dans la catégorie frais de fonctionnement on retrouve : les frais de personnel, la gestion courante (frais engendrés par la gestion des équipements communautaires), le remboursement des emprunts.
Les investissements représentent, quant à eux, plus de la moitié des dépenses de la CCO.

## Administration

### Siège
Le siège de la communauté de communes est situé au 3, avenue Carnot, aux Sables-d’Olonne. Avant le 2 août 2011, il était situé au 17, rue Nationale, dans la même commune.

### Présidence
| Période       | Période          | Identité       | Étiquette | Qualité |
| ------------- | ---------------- | -------------- | --------- | --- |
| Hiver 1994    | 11 avril 2014    | Louis Guédon   | RPR UMP   | Maire des Sables-d’Olonne (1980-2014) Conseiller général, élu dans le canton des Sables-d’Olonne (1992-2001) Député, élu dans la 3e circonscription de la Vendée (1993-2012) |
| 11 avril 2014 | 31 décembre 2016 | Yannick Moreau | UMP LR    | Maire d’Olonne-sur-Mer (2008-2015) Conseiller municipal d’Olonne-sur-Mer (depuis 2015) Député, élu dans la 3e circonscription de la Vendée (depuis 2012)                     |

## Conseil communautaire
| Commune             | Maire          | Parti | Parti | Conseillers |
| ------------------- | -------------- | ----- | ----- | ----------- |
| Château-d'Olonne    | Joël Mercier   |       | UMP   | 11          |
| Olonne-sur-Mer      | Yannick Moreau |       | UMP   | 12          |
| Les Sables-d'Olonne | Didier Gallot  |       | DVD   | 14          |

## Compétences

### Développement économique
- Zones d’activités économiques (industrielles, tertiaires, commerciales et artisanales) : parc d’activités économiques spécifiques Vendéopôle du littoral vendéen, participation à la commission départementale d’équipement commercial aux côtés de la commune d’implantation, consultation pour toute réalisation d’intérêt économique.
- Immobilier d’entreprises : pépinière d’entreprises, ateliers-relais et usines à rétrocéder ou à louer
- Commerce de proximité
- Promotion et conseil économique
- Promotion et conseil à l’installation d’entreprises
- Formation : Soutien à la formation professionnelle, hôtel des formations
- Tourisme : promotion et développement au-delà des territoires communaux (membre du Pôle touristique international), développement du sport équestre
- Participation à des organismes à vocation économique : sociétés d’économie mixte à vocation économique, syndicat intercommunal de la perception des Sables-d’Olonne banlieue

### Aménagement de l’espace communautaire
- Schéma de cohérence territoriale (SCOT) via le Syndicat mixte du canton des Sables-d'Olonne
- Étude d’une charte de développement stratégique
- Étude, aménagement et participation à la construction du site dévolu au « pôle santé » sur la commune d’Olonne-sur-Mer via les organismes chargés de la réalisation, de la gestion et de l’aménagement de ce pôle
- Élaboration d’un règlement d’affichage publicitaire communautaire

### Politique du logement et du cadre de vie
- Projet de programme local de l’habitat (dont la mise en œuvre reste de la compétence communale)
- Création d’un foyer de jeunes travailleurs « Le Spi » situé au château d’Olonne
- Logement social : aide aux associations et organismes d’accueil aux personnes sans hébergement (maison d’accueil de jour et accueil d’urgence)
- Participation financière au fonds de solidarité pour le logement

### Voirie d’intérêt communautaire
- Création, gestion et entretien des voies d’intérêt communautaire (voies de liaison entre au moins deux communes ou voie desservant principalement un équipement communautaire).
- Aménagement, entretien et gestion du sentier cyclable du littoral initié par le Département.
- Gestion du réseau de transports urbains et du mobilier urbain correspondant, service assuré par la société Oléane (Transports Urbains des Sables d’Olonne, du Château-d’Olonne et d’Olonne-sur-Mer)[5].

### Protection et mise en valeur de l’environnement
- Services concourant à la protection et à la mise en valeur de l’environnement : fourrière animale et chenil, fourrière automobile intercommunale
- Gestion des déchets : collecte et traitement des déchets ménagers et assimilés (adhésion au Syndicat mixte TRIVALIS), collecte des encombrants
- Assainissement collectif eaux usées (études, travaux et gestion des réseaux et équipements reconnus d’intérêt intercommunal) : stations d’épuration, réseaux gravitaires recevant les effluents de canalisations de refoulement et les effluents, postes de relèvement se situant sur les réseaux mentionnés, réseaux gravitaires et ouvrages associés en aval des postes de relèvement
- Lutte contre les inondations : création, gestion, aménagement et entretien des bassins d’orage et équipements associés
- Système d'information géographique (SIG) via le Syndicat mixte du Canton des Sables-d'Olonne
- Participation à des organismes : Syndicat mixte du SAGE (Schéma d'aménagement et de gestion des eaux)

### Construction, entretien et fonctionnement d’équipements sportifs et culturels
- Actions et équipements sportifs communautaires (piscine, athlétisme, rugby)
- Actions et équipements culturels : école de musique, informatisation des bibliothèques, promotion itinérante de la lecture publique (Bibliobus), participation à la promotion des activités pédagogiques au musée de l’Abbaye Sainte-Croix à destination des scolaires de l’agglomération
- Participations et subventions destinées à des associations et organismes sportifs ou culturels (aide au financement des évènements dont le rayonnement dépasse le territoire communal)

### Compétences facultatives
- Création, aménagement, gestion et entretien d’une hélistation
- Petite enfance : études, création, entretien, gestion ou participation au Multi Accueil (crèches)
- Structures médico-sociales : participation à l’évolution des structures médico-sociales actuelles du Centre hospitalier
- Gérontologie : Centre local d’information et de coordination gérontologique (CLIC)
- Sécurité et prévention : Conseil intercommunal de sécurité et de prévention de la délinquance.
- Animation : Centre animation jeunesse (CAJ), Cool Café